# Таласи океана
Таласи океана, познат у Јапану као Чујем море (јап. 海かきこえる) је јапански анимирани романтични драмски телевизијски филм о пунолетству из 1993. у режији Томоми Мочицукија и сценарију Кеико Ниве (кредитован као Каори Накамура) према истоименом роману Саеко Химуре из 1990–1992. Анимиран од стране Студио Гибли за Токума Шотена, Таласи океана је први пут емитован 5. маја 1993. на Нипон телевизији. Радња филма смештена је у град Кочи и прати љубавни троугао који се развија између два добра пријатеља и нове девојке која прелази у њихову средњу школу из Токија.
Таласи океана је био покушај Студија Гибли да омогући свом млађем особљу да снима филм по разумној цени. Међутим, на крају је премашило буџет и распоред. Године 1995. објављен је наставак романа Могу да чујем море II: Јер постоји љубав. Исте године, снимљена је ТВ драма углавном заснована на овом делу са Шинђи Такедом и Хитоми Сатоом у главним улогама.

## Заплет
У Кочију, Таку Морисаки добија позив од свог пријатеља Јутака Мацуноа, тражећи да се састану у њиховој средњој школи. Он проналази Јутаку са атрактивном студенткињом на размени, Рикако Муто, коју је Јутаку замолио да покаже около. Рикако је академски надарена и добра у спорту, али и арогантна. Таку верује да није срећна што је напустила Токио.
На школском излету на Хавајима, Рикако тражи од Таку да јој позајми новац, јер је изгубила свој. Пошто Таку ради у ресторану преко лета, он јој позајмљује 60.000 јена. Обећавајући да ће му се одужити, она га упозорава да никоме не говори о позајмици.
Назад у Кочију, трећа година почиње тако што Рикако налази пријатеља, Јуми Кохаму. Рикако није вратила Такуу новац и он се пита да ли је заборавила. Из ведра неба, узнемирена Јуми зове Таку, објашњавајући му да ју је Рикако преварила да дође на аеродром под изговором да иде на концерт, само да би открила да је њихова права дестинација Токио, а карте су плаћене његовим новцем. Он трчи на аеродром и одлази у Токио са Рикако уместо Јуми.
Када Таку и Рикако стигну у резиденцију њеног оца, откривају да је Рикакоин отац већ пронашао нову девојку. Њен отац захваљује Такуу, отплаћује зајам и налази му собу у хотелу. Рикако, разочарана у свог оца, придружује му се и објашњава да је, када су се њени родитељи свађали, увек била на страни свог оца, али је сада открила да он није на њеној страни. Таку нуди свој кревет и одлучује да спава у кади. Следећег дана, Рикако избацује Такуа да би могла да се пресвуче да би се нашла са пријатељицом на ручку. Након што је истражила Токио и наспавала се у хотелу, Таку добија позив од Рикако са молбом да буде спасена од њеног бившег дечка Окаде. Када стигне, Таку се љути на њихов разговор, и говори Рикако и Окаду да су „досадни“.
Код куће, Рикако игнорише Таку, али говори њеним пријатељима да су провели ноћ заједно. Јутака такође каже Такуу да је признао Рикако да је заљубљен у њу, али да је брутално одбијен, што је навело Такуа да се суочи са Рикако на часу. Свађају се у ходнику, где му она одговара шамаром, а он јој узвраћује ударац.
Стиже јесењи школски фестивал културе и Рикако се удаљава од осталих девојака, од којих је многе отворено не воле. Таку види како се Рикако брани од друге ученице који покушава да је нападне и коментарише да је импресиониран начином на који се понашала. Она га ошамари, али у сузама побегне са жаљењем. Након што је видела Рикако како плаче, Јутака удара Такуа што се није заузео за Рикако, назива га идиотом и одлази. Нико од њих троје не разговара једно са другим до краја године и сви почињу да похађају различите универзитете.
Таку, Јутака и Јуми поново се повезују на окупљању разреда неколико година касније; Рикако не долази. Присећајући се средње школе, Јутака коментарише да је ударио Такуа јер је био љут што је Таку одустао од Рикако због њеног малтретирања Јутаке. Био је љут што је његов пријатељ избегао прелепу могућност због њега док њих двоје гледају залазак сунца и таласе океана. После журке окупљања разреда, Таку сазнаје да је Рикако посетила Токио уместо да буде на окупљању да би видела „неког ко воли да спава у кади“. Касније, назад у Токију, Таку случајно види Рикако са друге стране железничког перона и трчи јој у сусрет. Рикако га чека уместо да уђе у воз.

## Улоге
| Лик            | Јапански глумац   | Енглески глумац |
| -------------- | ----------------- | --------------- |
| Таку Морисаки  | Нобуо Тобита      |                 |
| Јутака Матсуно | Тошихико Секи     |                 |
| Рикако Муто    | Јоко Сакамото     |                 |
| Јуми Кохама    | Кае Араки         |                 |
| Акико Шимицу   | Јури Амано        |                 |
| Окада          | Јуничи Канемару   |                 |
| Тадаши Јамао   | Хикару Мидорикава |                 |
| Мајка од Таку  | Аји Сато          |                 |
| Отац Рикако    | Кинрију Анимото   |                 |
| Директор       | Такеши Ватанабе   |                 |

## Продукција
Филм је заснован на Химуровом роману који је први пут објављен у серијама, са илустрацијама Кацује Кондоа, у издањима часописа Animage од фебруара 1990. до јануара 1992. Месечне рате су сакупљене у књизи са тврдим повезом објављеној 28. фебруара 1993. године, уз неке епизоде изостављене. И књига и њен наставак поново су објављени као меки повез 1999. године, уз ажуриране неке референце на поп културу. Кондо је био дизајнер ликова и редитељ анимације за адаптацију. Продукцију филма контролисао је Студио Гибли, али је већи део анимације произведен уз помоћ J.C.Staff, Madhouse Studios и Oh! Production, који су радили са Гиблијем на прошлим пројектима. Овај филм је први Гибли аниме који је режирао неко други, а не Хајао Мијазаки или Исао Такахата. Томоми Мочицуки, који је тада имао 34 године, доведен је да режира. Филм је био покушај да аниме сниме искључиво млади чланови особља, углавном у својим 20-им и 30-им годинама. Њихов мото је био да производе "брзо, јефтино и квалитетно", али је филм на крају прешао и буџет и рок, а Мочицуки је тврдио да је добио пептички чир због стреса.

## Критички пријем
На сајту Rotten Tomatoes филм има оцену 89% са 18 прегледа, просечног рејтинга 6.6/10. На агрегатору Metacritic, има скор 73/100, на основу 4 критичара.
Вебсајт Animé Café даје филму 4/5 звездица, бележећи да је филм "Грациозна и зрела понуда Гиблијеве млађе генерације". С друге стране, Отаку САД је критиковао филм, описујући га као „[Гиблијев] најслабији филм у поређењу са свим осталим што су радили до Прича из Земљоморја“.